# جيمي هيومز
جيمي هيومز (بالإنجليزية: Jimmy Humes)‏ هو لاعب كرة قدم بريطاني، ولد في 6 أغسطس 1942 في كارلايل في المملكة المتحدة. لعب مع بريستون نورث إيند ونادي بارنسلي ونادي بريستول روفيرز ونادي تشستر سيتي.